# David Drebin
David Drebin (* 1970 in Toronto, Kanada) ist ein in New York City lebender Werbe- und Modefotograf.

## Leben und Werk
Drebin absolvierte ein Studium an der Parsons School of Design in New York, das er 1996 erfolgreich abschloss. 2005 hatte David Drebin eine erste Einzelausstellung in der Galerie Camera Work  in Berlin. Eine Auswahl seiner Bilder erschien 2007 in der Monografie Love And Other Stories, es folgten die Fotobücher The Morning After, Beautiful Disasters, Chasing Paradise und Dreamscapes. Er verantwortete internationale Kampagnen für Unternehmen wie American Express und Davidoff und veröffente in Zeitschriften wie Vanity Fair, Travel + Leisure, National Geographic, GQ, Elle und Rolling Stone. Er machte unter anderem Porträts von Charlize Theron, John Legend, Sandra Bernhard, Kevin Bacon und Diane von Fürstenberg.

## Kunstmarkt
Sein Foto Movie Star (im Format 61 × 49,8 cm) erzielte 2004 bei einer Versteigerung bei Christie’s London einen mittleren Schätzpreis von 3.000 GBP. 2009 erzielte das Foto Movie Star (im Format 121,9 × 152,4 cm) bei Phillips New York einen Preis von 16.250 US-Dollar.
Die aufwendig inszenierten Fotos von David Drebin kosten normalerweise fünfstellige Summen. Das Foto Central Park wurde auf der Art Miami 2011 für 78.000 US-Dollar verkauft. Bei beiden Fotografien handelt es sich um erotisch aufgeladene Bilder – ein Landschaftsfoto und ein Interieur.
Die Berliner Galerie Camera Work besitzt die Exklusivrechte für Europa, in den USA und in Asien wird er durch die Contessa Gallery Cleveland, Ohio vertreten.

## Buchpublikationen
- Love and Other Stories. Daab Verlag 2007. ISBN 978-3-8665-4034-7
- The Morning After. Kempen: teNeues 2010. ISBN 978-3-8327-9448-4
- Beautiful Disasters. Kempen: teNeues 2012. ISBN 978-3-8327-9658-7
- Chasing Paradise. Kempen: teNeues 2015. ISBN 978-3-8327-3279-0
- Dreamscapes. Kempen: teNeues 2016. ISBN 978-3-8327-3388-9

## Ausstellungen (Auswahl)
- 2004 Gallery One, Toronto
- 2005 Fahey Klein Gallery, Los Angeles
- 2006 Camera Work, Berlin
- 2007 Young Gallery, Brüssel
- 2008 Deichtorhallen, Hamburg
- 2008 Torch Gallery, Amsterdam
- 2009 W Hotel, Los Angeles
- 2010 Camera Work, Berlin
- 2010 Mola Art, Kopenhagen
- 2011 Rhein Gallery, Bonn
- 2012 Contessa Gallery, Ohio
- 2013 Acte2 Gallery, Paris
- 2013 Room 8 Gallery, Sao Paulo
- 2014 Opiom Gallery, Cannes
- 2015 Galerie de Bellefeuille, Montreal, Kanada
- 2016 Caesars Palace, Las Vegas
- 2016 Galerie Frank Fluegel, Nürnberg
- 2017 Smoke & Mirrors, Only Art Club, Hamburg